# 拟绵蟹
拟绵蟹（学名：Dromidiopsis dormia）为绵蟹科拟绵蟹属的动物。

## 分佈
分布于日本、夏威夷、波利尼西亚、密克罗尼西亚、美拉尼西亚、印度尼西亚、红海、毛里求斯、东非以及中国大陆的海南等地，生活环境为海水，常栖息于20-50米深的岩石底。其生存的海拔范围为-50至-20米。

## 外部連結
維基物種上的相關：拟绵蟹